# Santiago Mitre
Santiago Mitre (Buenos Aires, 4 dicembre 1980) è un regista cinematografico e sceneggiatore argentino.

## Biografia
Il suo film Il presidente (La cordillera) è stato in concorso nella categoria Un Certain Regard al Festival di Cannes 2017, mentre - sempre nel 2017 - è stato membro della giuria del 35º Torino Film Festival.

## Filmografia
- El escondite (2002)
- El amor - primera parte (2005)
- El estudiante (2011)
- Los posibles (2013)
- Paulina (La patota) (2015)
- Il presidente (La cordillera) (2017)
- Argentina, 1985 (2022)